# Острів (лісовий заказник, Середино-Будський район)
Острів - лісовий заказник місцевого значення. Знаходиться на території Очкинського лісництва Середино-Будського держлісгоспу. Площа 272 га. Оголошено територією ПЗФ 19.08.1991. 
Територія заказника являє собою лісовий масив, в долині р. Рукав Десенка в місці впадіння в неї Знобівки. Переважають штучно створені соснові ліси, є природного походження соснові та листяні ліси, сфагнові болота у замкнутих зниженнях.